# Institut für Allgemeine Mechanik Aachen

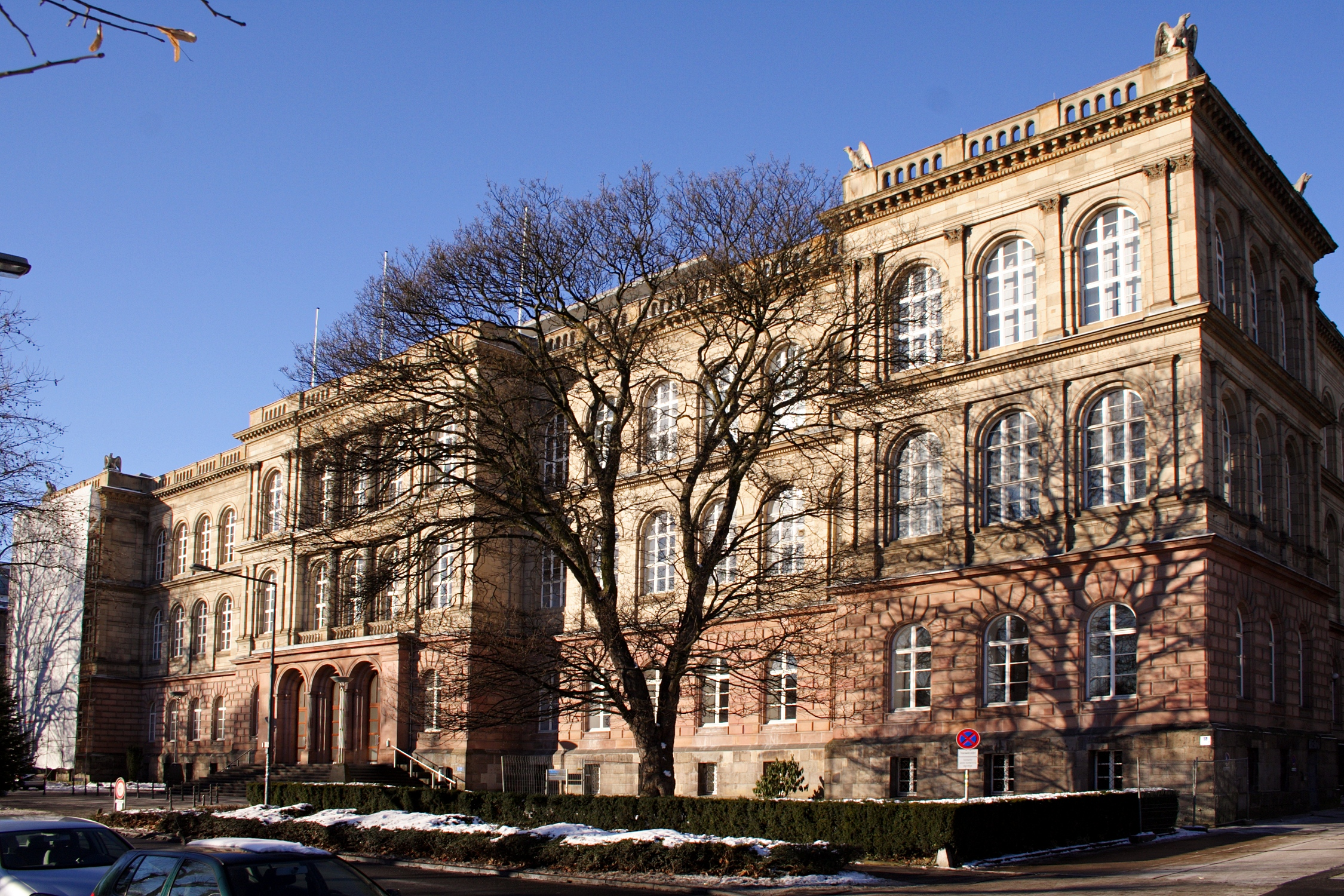
Hauptgebäude der RWTH Aachen, Sitz des Lehrstuhls bis 1964

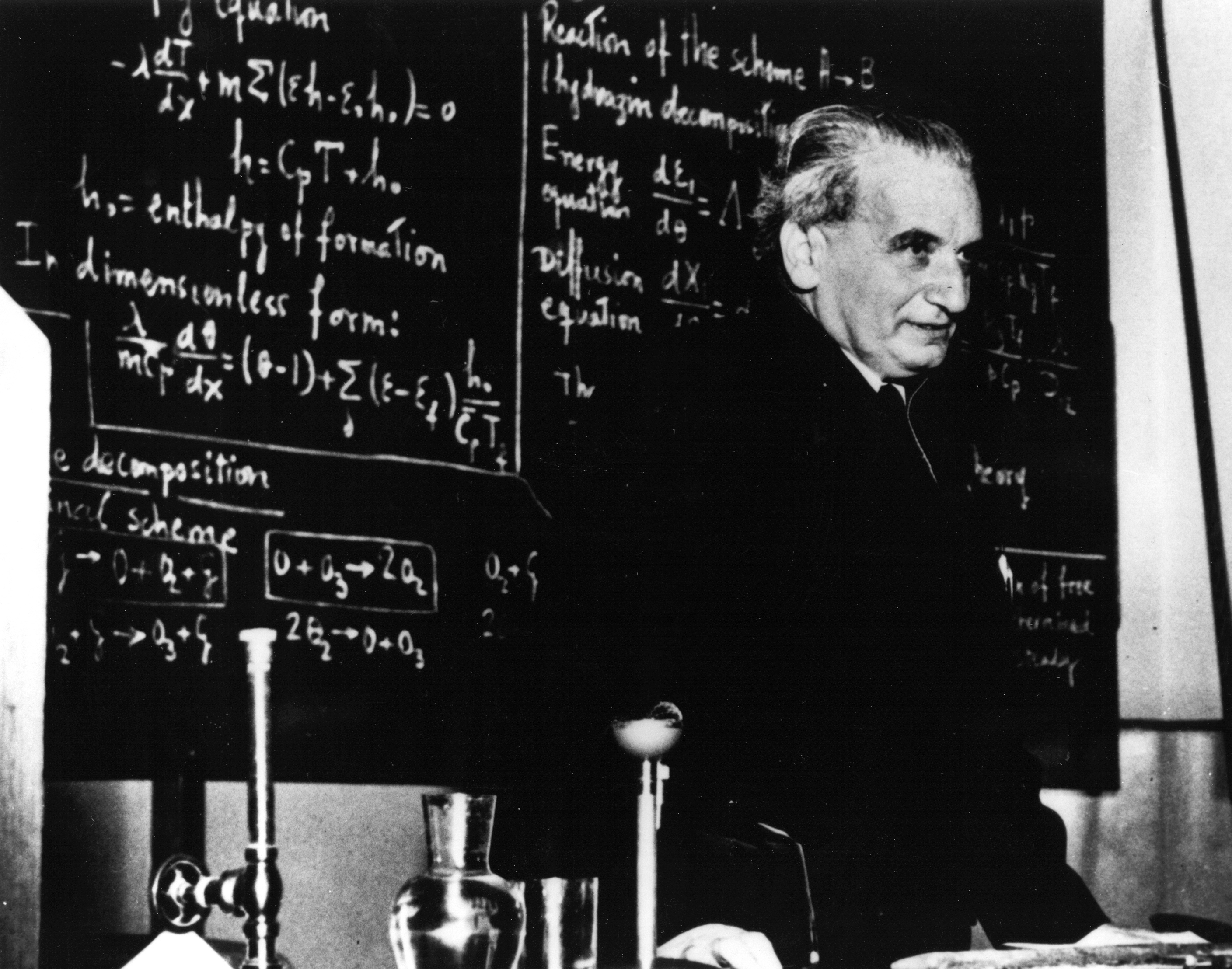
Theodore von Kármán, Lehrstuhlinhaber von 1912 bis 1933

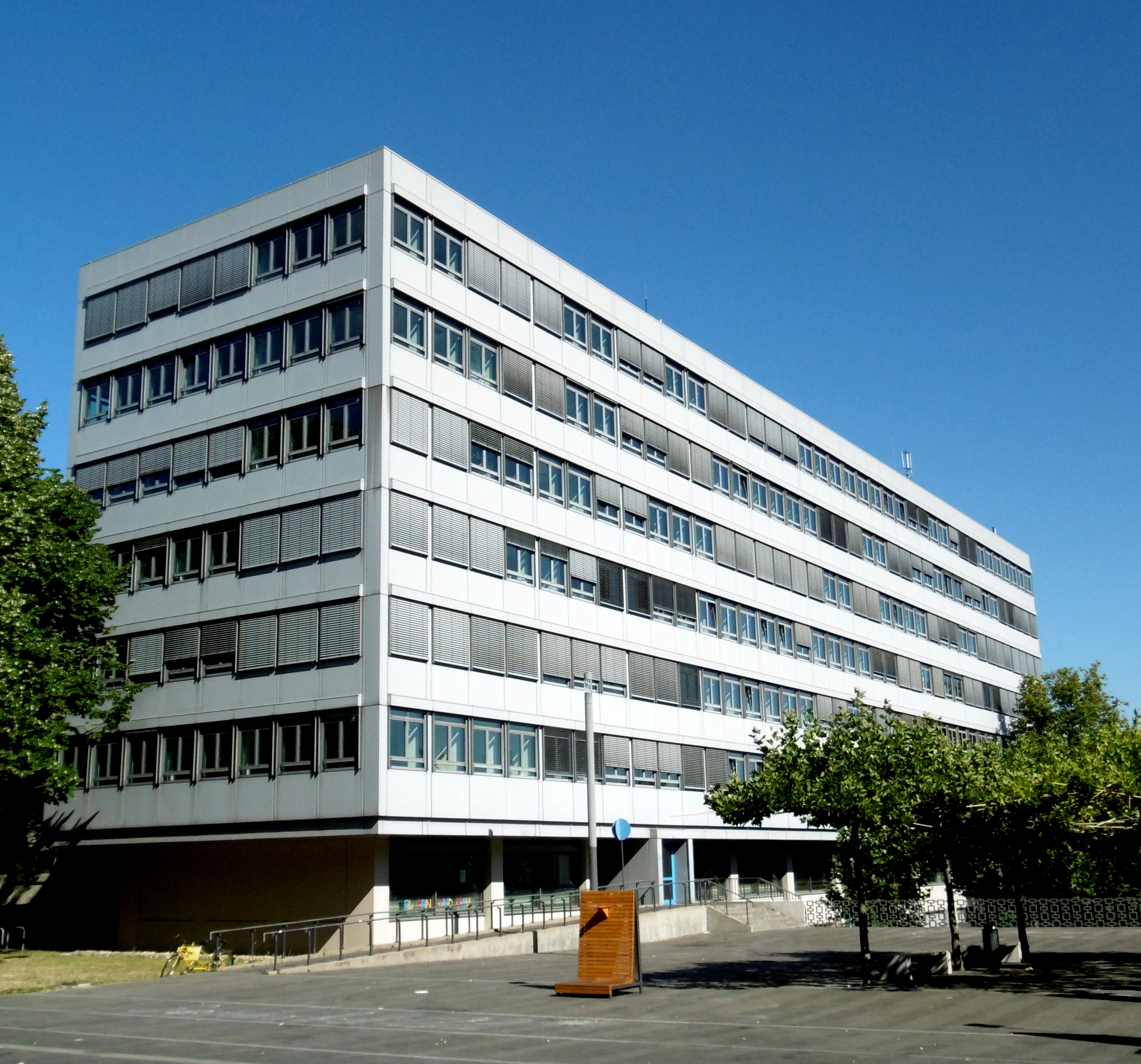
Sammelbau für Allgemeine Wissenschaften; Sitz des Instituts seit 1964

Das Institut für Allgemeine Mechanik, kurz IAM, ist eines der ältesten Forschungsinstitute der RWTH Aachen und wurde gerade in seinen Anfangsjahren von mehreren bedeutenden Wissenschaftlern geleitet.

## Geschichte
Der Lehrstuhl für Mechanik der RWTH Aachen wurde zeitgleich mit der Gründung der Hochschule im Jahre 1870 eingerichtet. Annähernd 30 Jahre lang wurde er von August Ritter geleitet, der durch das Rittersche Schnittverfahren Bekanntheit erlangte. Im Jahr 1900 übernahm Arnold Sommerfeld den Lehrstuhl, wurde sechs Jahre später von Hans Reissner abgelöst, von dem wiederum sechs Jahre später, im Jahr 1912, Theodore von Kármán den Lehrstuhl übernahm. Dieser hatte den Lehrstuhl 20 Jahre lang inne und publizierte zu dieser Zeit bedeutende Arbeiten auf dem Gebiet der Aerodynamik. Als Theodore von Kármán, der jüdischer Abstammung war, Deutschland im Jahr 1934 verließ, übernahm zunächst Wilhelm Müller, der Mitglied der NSDAP war, den Lehrstuhl. 
1941 wurde Fritz Schultz-Grunow Inhaber des Lehrstuhls für Mechanik; er sollte das Institut fortan bis 1975 leiten. Als der Zweite Weltkrieg im Jahr 1944 Aachen erreichte, wurde der Lehrbetrieb eingestellt und die Bücher und Maschinen des Instituts nach Raeren gebracht, wo sie zerstört wurden. 
Ab 1946 begann der Wiederaufbau des Instituts, 1957 und 1964 wurden aus dem Institut zwei Lehrstühle ausgegliedert, daraufhin erhielt es 1968 seinen heutigen Namen Institut für Allgemeine Mechanik. Weitere Lehrstuhlinhaber waren Gerhard Adomeit und Dieter Weichert, die das IAM annähernd je 20 Jahre leiteten. Seit 2013 hat Bernd Markert den Lehrstuhl inne.

## Forschung und Lehre
Das Institut für Allgemeine Mechanik verfügt heute über etwa 20 wissenschaftliche Mitarbeiter, etwa 20 nicht-wissenschaftliche Mitarbeiter und etwa 120 studentische Hilfskräfte. Heutige Forschungsschwerpunkte sind Festkörpermechanik, Strukturmechanik und Biomechanik; hierzu stehen eine mechanische Werkstatt, eine elektrische Werkstatt und ein Labor zur Verfügung. Außerdem werden diverse Lehrveranstaltungen, hauptsächlich für Studiengänge mit dem Schwerpunkt Maschinenbau, angeboten.